# Grande rivière Bostonnais
Pour les articles homonymes, voir Bostonnais.
La Grande rivière Bostonnais coule dans la municipalité de Rivière-à-Pierre, dans la municipalité régionale de comté (MRC) de Portneuf, dans la région administrative de la Capitale-Nationale, au Québec, Canada. La surface de cette rivière est gelée de novembre à avril. Le territoire environnant est surtout montagneux et forestier.

## Géographie
Cette rivière de la Batiscanie coule vers le sud-est dans une petite vallée sur environ 15,2 km en territoire montagneux pour se jeter dans la rivière Batiscan, dans la municipalité de Rivière-à-Pierre. L'embouchure de la "Grande rivière Bostonnais (Portneuf)" est située à 2,8 km en amont de l'embouchure de la Rivière-à-Pierre. Cette rivière coule en parallèle à la "Petite rivière Bostonnais (Portneuf)", laquelle est située à quelques kilomètres plus au nord et se déverse aussi dans la rivière Batiscan.
À partir du "lac des Vesses-de-Loup" (situé à environ 360 m d'altitude), qui constitue la principale tête de la rivière, les eaux traversent neuf lacs notamment : des Lepiotes, de la Grande Recoupe, Dubord et du Barrage. Le segment de rivière est de 1,4 km entre le "lac de la Grande Recoupe" et le lac Dubord ; 1,4 km entre le lac du Barrage et la rivière Batiscan. La seconde tête de la "Grande rivière Bostonnais" (Portneuf) est le lac Guilbeault, dont la décharge coule sur 2,5 km avant de se déverser dans la rivière. Cette décharge traverse deux petits lacs dont le Petit lac Guilbeault.

## Toponymie
Le toponyme "Bostonnais" signifie "personne vivant à Boston" (au Massachusetts, États-Unis d'Amérique).
Le toponyme "Grande rivière Bostonnais" a été inscrit officiellement le 7 mai 1981 dans la Banque des noms de lieux de la Commission de toponymie du Québec.